# Le Soldat de plomb
Le Soldat de plomb est une œuvre de Déodat de Séverac pour piano à quatre mains composée en 1904.

## Présentation
Le Soldat de plomb pour piano à quatre mains est composé en décembre 1904 à Saint-Félix de Lauraguais et publié en 1905 dans L'Album pour enfants petits et grands (nl) de la Schola Cantorum (Édition mutuelle),.
La partition est écrite pour « l'élève » pour le système des deux portées supérieures et « le maître » pour le système des deux portées inférieures du quatre mains,.
La pièce est créée par Ricardo Viñes et Blanche Selva à l'occasion d'un concert de la Schola Cantorum le 25 mars 1905.
L'œuvre est définie par le compositeur comme une « histoire vraie en trois récits ». Les trois mouvements qui composent Le Soldat de plomb sont,, :
1. Sérénade interrompue, dédié à Nino de Bonnefoy, neveu du compositeur, récit dans lequel le petit soldat de plomb chante la sérénade à une poupée ; pris par ce chant, il oublie l'heure de la retraite ;
2. Quat'jours de boîte (mélodrame), dédié à Riri Bret, récit dans lequel le petit soldat de plomb se trouve puni, emmené au poste de police ; mais, après une citation de La Marseillaise, tout est pardonné par son colonel (en étain) ;
3. Défilé nuptial (pas redoublé), dédié à Guite Decaux, récit dans lequel le petit soldat de plomb épouse finalement la petite poupée (en porcelaine) de la sérénade.

Le Soldat de plomb, d'une durée moyenne d'exécution de huit minutes environ, présente, à l'instar d'En Vacances, un « caractère de miniature simple, sans afféterie ».
Pour Vladimir Jankélévitch, « le « soldat de plomb » de Déodat s'est peut-être évadé de Children's corner et de La Boîte à joujoux de Debussy, mais aussi de la Feuille d'images de Louis Aubert ».

## Discographie
|                                            |                  |              |                  |       |
| Interprète                                 | Complément       | Label        | Référence        | Année |
| Aldo Ciccolini                             | Intégrale (3 CD) | EMI Classics | 7243 5 72372 2 2 | 1970  |
| François-Michel Rignol (avec Émilie Carcy) | Intégrale (3 CD) | Solstice     | 306-8            | 2014  |

### Ouvrages généraux
- Vladimir Jankélévitch, La présence lointaine : Albeniz, Séverac, Mompou, Paris, Seuil, coll. « Points » (no 912), 2021 (1re éd. 1983) (ISBN 978-2-7578-9065-3).
- François-René Tranchefort (dir.), Guide de la musique de piano et de clavecin, Paris, Fayard, coll. « Les Indispensables de la musique », 1987, 870 p. (ISBN 978-2-213-01639-9), p. 775-780.

### Monographies
- Jean-Bernard Cahours d'Aspry, Déodat de Séverac, musicien de lumière. Sa vie, son œuvre, ses amis (1872-1921), Atlantica-Séguier, coll. « Carré Musique », 2001, 145 p. (ISBN 978-2-84049-235-1).
- Pierre Guillot, Déodat de Sévérac : musicien français, Paris, L'Harmattan, 2010, 354 p. (ISBN 978-2-296-13156-9, présentation en ligne).